# Klaus Iohannis
Klaus Werner Iohannis (în germană: Johannis, n. 13 iunie 1959, Sibiu, România) este un politician, fost profesor de fizică, care a îndeplinit funcția de președinte al României între 2014 și 2025.
Iohannis a fost al patrulea președinte etnic german dintr-un stat din Europa Centrală și de Est după căderea Cortinei de Fier, după Rudolf Schuster din Slovacia respectiv Ferenc Mádl și Pál Schmitt din Ungaria. Iohannis a fost primul președinte din istoria postdecembristă a României care nu a fost anterior membru al Partidului Comunist Român (PCR), însă acesta a fost membru al Uniunii Tineretului Comunist (UTC) în liceu, ca pionier. De asemenea, în presa românească a existat o controversă în trecutul relativ recent privind o potențială colaborare a acestuia cu Securitatea în România comunistă.
Klaus Iohannis a fost profesor de fizică și inspector școlar în județul Sibiu înainte de a deveni primar al municipiului Sibiu (cunoscut de asemenea în germanǎ ca Hermannstadt) în urma alegerilor din 2000, funcție în care a fost reales la alegerile din 2004, la alegerile din 2008 respectiv la alegerile din 2012, cu scoruri electorale covârșitoare, de fiecare dată candidând din partea Forumului Democrat al Germanilor din România (FDGR/DFDR). În 2007 Sibiul a devenit Capitală Culturală Europeană, lui Iohannis fiindu-i atribuit meritul de a fi modernizat infrastructura și a fi pus în valoare potențialul economic, cultural, istoric și turistic al orașului. De asemenea, municipiul Sibiu a fost ajutat să obțină acest statut și de către Marele Ducat al Luxemburgului respectiv orașul Luxemburg cu care a împărțit acest titlu onorific la nivel european în anul 2007 (Luxemburg fiind la a doua sa ediție anuală culturală europeană atunci, prima dată acordându-i-se acest titlu în anul 1995).
În 2009, după căderea primului guvern Emil Boc, Klaus Iohannis a fost propus de către Partidul Național Liberal (PNL) și Partidul Social Democrat (PSD) pentru funcția de premier, însă președintele de atunci, Traian Băsescu, a refuzat să-l nominalizeze în favoarea lui Lucian Croitoru (independent), al cărui guvern însă nu a fost susținut ulterior în parlament.
În 2013 Klaus Iohannis a devenit membru PNL (la invitația fostului lider al partidului de atunci, mai precis Crin Antonescu) dobândind de asemenea funcția de prim-vicepreședinte al partidului ulterior, iar la data de 28 iunie 2014 a devenit președintele acestuia. Un membru notoriu al Uniunii Social-Liberale (USL), Johannis a fost respins ca vicepremier/vice-prim-ministru de fostul prim ministru și aliat politic de coaliție din PSD Victor Ponta în 2014, motiv care a produs desființarea fostei alianțe social-liberale în acel an. În scurtul său mandat de președinte al Partidului Național Liberal (PNL), a format o alianță cu Partidul Democrat Liberal (PDL) și a pus bazele unei viitoare fuziuni prin absorbție între cele două partide. Alianța, denumită Alianța Creștin Liberală (ACL), l-a promovat drept candidat la alegerile prezidențiale din 2014, pe care le-a câștigat în al doilea tur de scrutin, în care a obținut 54,43% din voturi, învingându-l pe candidatul Partidului Social Democrat (PSD) și prim-ministrul atunci în funcție, Victor Ponta.
Pe 24 noiembrie 2019 a câștigat în al doilea tur de scrutin al alegerilor prezidențiale din 2019, candidând din partea PNL cu sprijinul FDGR/DFDR, fiind susținut de asemenea de Partidul Mișcarea Populară (PMP) precum și de Alianța 2020 USR–PLUS în turul al doilea, în care a obținut peste 66,09% din voturi, împotriva candidatei Partidului Social Democrat (PSD), Viorica Dăncilă, atunci prim-ministru. A fost cea mai mare victorie prezidențială anti-PSD și, totodată, cea mai categorică victorie a unui candidat în cadrul alegerilor prezidențiale din România de la Ion Iliescu (în 1990 și în 2000) până în prezent. Pe durata celui de-al doilea mandat prezidențial însă, Klaus Johannis a devenit unul dintre cei mai nepopulari și antipatizați președinți români, conform anumitor comentatori politici și a unor sondaje de opinie, având o rată de dezaprobare de 90% pe final de mandat, mai mare chiar și decât a predecesorului său, Traian Băsescu, pe finalul celui de-al doilea mandat prezidențial al acestuia. De asemenea, cele două mandate prezidențiale ale lui Klaus Iohannis, în special cel de-al doilea, au fost des, aspru și legitim criticate de fostul electorat al acestuia, fiind acuzat de către acesta din urmă precum și de foștii săi aliați politici de trădare, în special de fostul președinte PNL, Ludovic Orban. De asemenea, Dominic Fritz (USR, actualul primar al municipiului Timișoara) a denumit poziționarea politică ulterioară a lui Klaus Iohannis drept o sfidare față de milioane de români care l-au votat anterior.

## Familia și studiile
Părinții săi sunt Susanne și Gustav Heinz Johannis, amândoi sași transilvăneni. Aceștia au emigrat în 1992, ca pensionari, din Sibiu în Germania, unde s-au stabilit la Würzburg, în Bavaria. Klaus Iohannis a declarat într-un interviu că familia Iohannis este atestată în Cisnădie (germană Heltau) din secolul al XVI-lea. Tot el a declarat că, atunci când tatăl său l-a înregistrat ca nou-născut, funcționarul de la primărie a refuzat să-i scrie numele cu „J”, așa cum a fost scris în familia sa de cinci sute și ceva de ani.
Mama sa este descendenta unei familii din localitatea Bradu (germană Gierelsau), de lângă Sibiu. Klaus Iohannis și-a petrecut vacanțele copilăriei la bunicii săi din Bradu, cu care mergea la fân și la restul activităților agricole.
Klaus Iohannis a absolvit în anul 1983 studiile de fizică la Universitatea Babeș-Bolyai din Cluj-Napoca. După terminarea facultății a fost mai întâi profesor de fizică la Agnita (germană Agnetheln), apoi la unele școli din Sibiu, iar din 1989 la Colegiul Național „Samuel von Brukenthal”. În anul 1997 a devenit inspector școlar general adjunct, iar între 1999 și 2000 a fost inspector școlar general al județului Sibiu.

## Cariera politică

### Forumul Democrat al Germanilor din România (FDGR/DFDR)
În anul 1990 s-a înscris în Forumul Democrat al Germanilor din România (FDGR/DFDR), al cărui președinte a devenit 12 ani mai târziu.

#### Primar al Sibiului/Hermannstadt

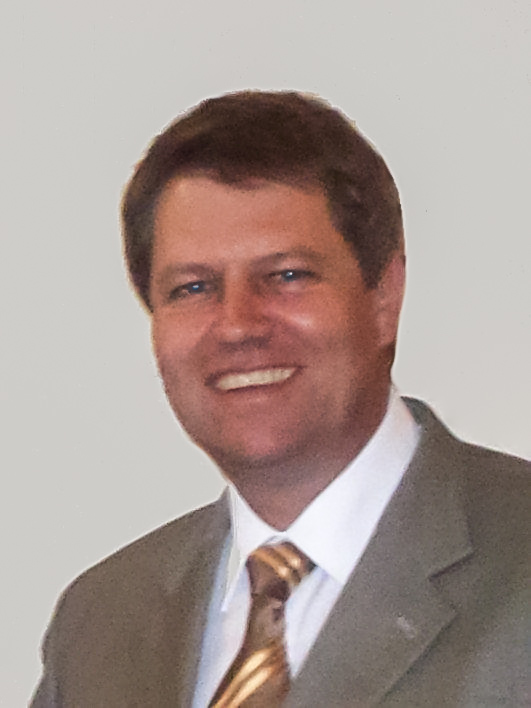
Klaus Iohannis în mai 2005, ca primar al municipiului Sibiu (Hermannstadt)

În anul 2000, FDGR/DFDR a decis să participe cu un candidat propriu la alegerile de primar al municipiului Sibiu (germană Hermannstadt) și l-a desemnat în această poziție pe Klaus Iohannis. La data de 18 iunie 2000, Klaus Iohannis a fost ales primar, obținând 69,18% din voturile valabil exprimate. Contracandidatul său în al doilea scrutin a fost Ioan Cindrea (PDSR). Klaus Iohannis este primul etnic german în funcția de primar al Sibiului, după Albert Dörr, care a condus orașul în perioada 1940–1945. În timpul primului mandat de primar, între 2000–2004, a lucrat în consiliul municipal cu o majoritate constituită de Partidul Social Democrat (inițial PDSR ulterior PSD).
În anul 2004 a fost reales primar cu 88,7% din voturi, obținând unul dintre cele mai mari scoruri din țară. La alegerile locale din 2008 a obținut un nou mandat de primar, întrunind 83,26% din voturi, iar la alegerile locale din 2012 a fost ales din nou primar cu 77,89% din voturi.
A inițiat numeroase contracte cu investitori străini și a primit multiple sponsorizări pentru proiectele sale de la Uniunea Europeană (U.E.). În timpul celui de-al doilea mandat de primar, în anul 2007, Sibiul a fost Capitală Europeană a Culturii (împreună cu orașul Luxemburg, deținând acest titlu onorific anual pentru o a doua oară, prima dată fiind în anul 1995). La 28 decembrie 2007 președintele Traian Băsescu i-a conferit lui Iohannis Ordinul național „Steaua României” în grad de cavaler, cea mai înaltă distincție oferită de statul român.

#### Candidat pentru funcția de premier
Pe 13 octombrie 2009 Iohannis a fost propus de PNL pentru funcția de prim-ministru al României după ce guvernul Boc a fost demis în urma unei moțiuni de cenzură în ziua precedentă. Această propunere a fost susținută și de PSD, PC și UDMR, dar nu și de PDL. Pe data de 14 octombrie, Iohannis a acceptat candidatura, dar a doua zi, președintele Traian Băsescu l-a nominalizat pe Lucian Croitoru pentru funcția de prim-ministru al țării. Traian Băsescu a declarat că nu a refuzat candidatura lui Iohannis, dar este nevoit să numească un prim-ministru din cel mai mare partid din Parlament (PDL la acea vreme).
Opoziția a criticat decizia președintelui țării de a nu-l numi pe Iohannis prim-ministru. Liderul social democrat, Mircea Geoană, l-a acuzat pe Traian Băsescu că încearcă să influențeze alegerile prezidențiale din acel an, avându-le organizate de un guvern care îl susține drept candidat. Liderul național liberal, Crin Antonescu, a declarat că partidul său va refuza orice candidatură în afară de Iohannis. După nominalizarea lui Lucian Croitoru, Antonescu, el însuși fiind un candidat pentru alegerile prezidențiale, a declarat că îl va numi pe Iohannis prim-ministru dacă ajunge președinte.
Pe 21 octombrie 2009 Parlamentul a adoptat cu peste 252 de voturi o declarație prin care cerea retragerea candidaturii lui Croitoru și suport pentru Iohannis. Pierzând suportul în Parlament pentru Croitoru, președintele Traian Băsescu l-a numit pe Liviu Negoiță prim-ministru, dar acesta nu a reușit să primească votul de încredere al Parlamentului. În urma acestui vot, guvernul Boc a asigurat interimatul până la alegerile prezidențiale din decembrie.
În turul doi al alegerilor prezidențiale au candidat fostul președinte, Traian Băsescu, și liderul social democrat, Mircea Geoană. PNL și PSD au semnat o înțelegere politică prin care susțineau candidatura lui Iohannis la funcția de prim-ministru al țării în cazul în care Mircea Geoană este ales președinte. Alegerile din 6 decembrie sunt însă câștigate de Traian Băsescu. Pe 7 decembrie, Iohannis a declarat că parcursul său de posibil premier s-a încheiat. Ulterior, Emil Boc a fost din nou desemnat candidat la funcția de prim-ministru și reînvestit în funcție pe 23 decembrie, cu 275 de voturi pentru și 135 împotrivă.

### Partidul Național Liberal (PNL)
La data de 20 februarie 2013 Iohannis s-a înscris în PNL la invitația liderului partidului de atunci, Crin Antonescu. O zi mai târziu, noii colegi de partid au votat în unanimitate o derogare de vechime, care să-i permită să candideze la o funcție în conducerea partidului. La congresul extraordinar al PNL din 23 februarie 2013, Iohannis a candidat pe lista lui Crin Antonescu și a fost ales prim-vicepreședinte al PNL.

#### Candidat pentru funcția de vicepremier
În februarie 2011 PNL, PSD și PC au constituit Uniunea Social-Liberală (USL). În luna mai 2012, în urma căderii Guvernului Ungureanu ca rezultat al adoptării moțiunii de cenzură propusă de USL, Victor Ponta, liderul PSD, este numit în funcția de prim-ministru al României și pus în fruntea guvernului. În august 2012, UNPR s-a alăturat de asemenea USL.
Până la începutul anului 2014 în USL au izbucnit multiple scandaluri și neînțelegeri atât pe plan local, cât și la nivel județean și național. De asemenea, național-liberalii îi suspectau pe social-democrați că ar încerca să atragă unii miniștri PNL de partea PSD și să își construiască o majoritate în Parlament fără ei. Astfel, PNL a hotărât schimbarea unor miniștri liberali ai guvernului USL, dar și numirea lui Iohannis ca ministru de Interne și vicepremier. Liderul PNL și președintele Senatului României, Crin Antonescu, a declarat „este timpul să intrăm la guvernare”, sugerând că, în cei doi ani de guvernare de până atunci, partidul său a avut o influență limitată asupra guvernării. Premierul Ponta nu a fost de acord cu numirea lui Iohannis ca vicepremier. A urmat o serie de neînțelegeri între cele patru partide ale uniunii, neînțelegeri ce au început procesul de disoluție al alianței, deși la început premierul Ponta s-a arătat foarte încrezător că USL va rezista. În ciuda declarației premierului, PSD și PNL au continuat să se acuze reciproc pentru ruptura care s-a creat în USL, iar alianța nu mai funcționa nici în Parlament.
Pe 25 februarie 2014 USL s-a rupt oficial. Delegația Permanentă a PNL a votat cu o majoritate covârșitoare retragerea de la guvernare și a cerut demisia premierului Ponta. Premierul a refuzat să-și dea demisia și a susținut că se va prezenta cu un nou guvern, fără miniștrii PNL, în fața Parlamentului. Pe data de 4 martie 2014, liderul PNL, Crin Antonescu, și-a dat demisia din funcția de președinte al Senatului și a cerut încă o dată demisia premierului Ponta, dar acesta a refuzat din nou. Astfel drumul lui Iohannis spre funcția de vice-prim-ministru ia sfârșit.

#### Președinte al partidului
După eșecul în alegerile din 26 mai 2014 pentru Parlamentul European în care PNL a obținut doar șase mandate de europarlamentar, Crin Antonescu, Iohannis și restul conducerii PNL și-au anunțat demisia din fruntea partidului. În urma demisiei președintelui partidului, Biroul Politic Național al PNL a decis conform statutului ca Iohannis, ca fost prim-vicepreședinte, să asigure interimatul funcției eliberate de Antonescu până la alegerea unui nou președinte.
Pe data de 28 iunie 2014 Iohannis a fost ales președinte al PNL. Iohannis a obținut 95% din voturile delegaților la congres (1.334 de voturi), iar contracandidatul său, Ioan Ghișe – 144 de voturi.
Iohannis a fost ales candidat al PNL pentru funcția de președinte a țării în alegerile din noiembrie 2014, după ce s-a confruntat în această cursă cu fostul președinte PNL, Crin Antonescu.

### Alianța Creștin Liberală (ACL)
PNL nu a fost singurul partid care a înregistrat un eșec în alegerile din 26 mai 2014 pentru Parlamentul European. PDL a obținut doar cinci mandate de europarlamentar, iar Forța Civică (FC) nici unul. PNL și PDL au hotărât să înceapă un proiect de unificare a dreptei și să se alieze. Iohannis a condus negocierile cu liderul democrat liberal, Vasile Blaga, în privința unei alianțe politice, iar apoi chiar a unei fuziuni între cele două partide. La negocieri a participat și Mihai Răzvan Ungureanu, președintele FC. În urma negocierilor s-a decis că: 
1. FC va fuziona prin absorbție cu PDL;
2. PNL și PDL vor participa la alegerile prezidențiale din 2014 sub numele de „Alianța Creștin Liberală” cu un singur candidat care se va alege ulterior de congresul reunit al celor două partide;
3. PNL și PDL se vor uni prin fuziune în anul următor, cele două partide fiind desființate și creându-se un nou partid cu numele „Partidul Național Liberal”.

Pentru candidatul ACL la prezidențiale, PNL l-a susținut pe Iohannis, iar PDL pe Cătălin Predoiu. Ambele partide au făcut sondaje de opinie, din fiecare rezultând că Iohannis este candidatul cu cele mai bune șanse. Pe 11 august, la congresul reunit al celor două partide, Iohannis a fost desemnat candidatul ACL pentru alegerile prezidențiale din 2014, iar Cătălin Predoiu candidatul pentru funcția de prim-ministru după alegerile parlamentare din 2016. Vasile Blaga a fost numit șef de campanie pentru candidatura lui Iohannis, el fiind și șeful de campanie al președintelui în exercițiu, Traian Băsescu, la alegerile din 2004 și 2009, pe care acesta le-a câștigat.

#### Candidat la președinția României

Rezultatele turului doi din cadrul alegerilor prezidențiale din 2014

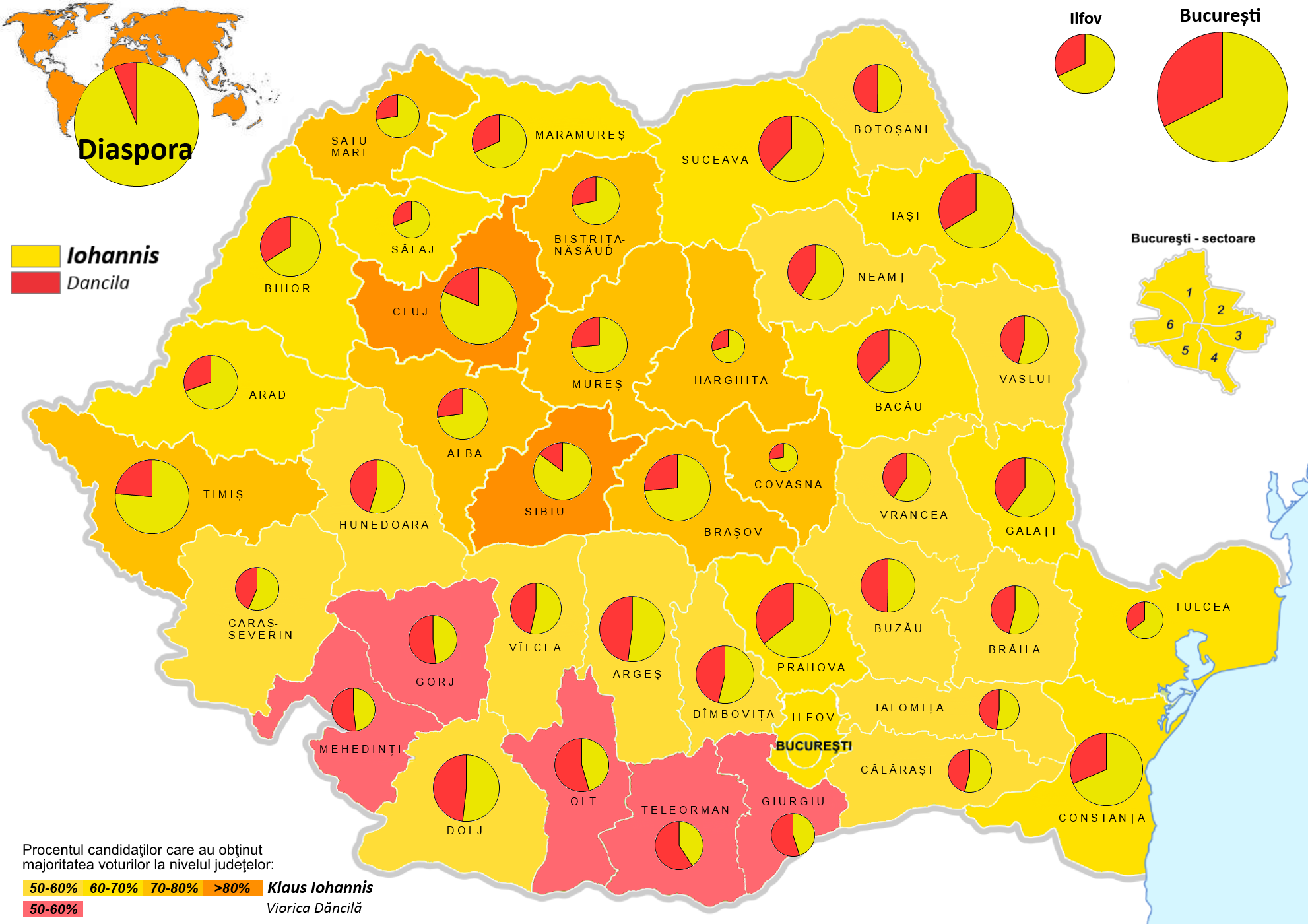
Rezultatele turului doi din cadrul alegerilor prezidențiale din 2019

La data de 27 septembrie 2014, Iohannis și-a lansat candidatura pentru alegerile prezidențiale din 2 noiembrie. Această lansare a avut loc printr-un miting în fața Palatului Victoria (sediul Guvernului României), sub sloganul „România lucrului bine făcut”.
În primul tur de scrutin, pe 2 noiembrie, Iohannis a strâns un număr de 2.881.406 voturi, reprezentând 30,37% din totalul voturilor exprimate, prezența la vot fiind de 9.723.232 persoane (53.17% din populația cu drept de vot) și existând 14 candidați înscriși în cursă. Astfel, primarul Sibiului s-a clasat pe locul doi, după prim-ministrul Ponta, care a strâns 3.836.093 de voturi, reprezentând 40,44% din totalul voturilor exprimate.
În campania pentru al doilea tur de scrutin, Iohannis a decis să nu negocieze susținere condiționată cu niciunul dintre candidații eliminați în primul tur, deoarece „nu concep[e] să fie tranzacționate voturile românilor ca o marfă”. Cu toate acestea, când Monica Macovei i-a cerut să semneze un document prin care se angaja să protejeze statul de drept, el l-a semnat, afirmând că programul său conține deja tot ce conține și documentul. După ce Iohannis a semnat, Macovei a declarat că ea personal îl va vota în turul al doilea, sugerând că nu are căderea să indice votanților ei dacă și cu cine să voteze în turul al doilea. În campania pentru turul al doilea, pe lângă sloganul „România lucrului bine făcut”, a apărut în spațiul on-line, pe rețelele sociale, o mișcare de campanie negativă la adresa lui Ponta, contracandidatul lui Iohannis, coagulată în jurul sloganului „Puie Monta”, motivată în special de obstrucționarea de către guvern a exprimării votului în diaspora. Iohannis l-a atacat și el pe Ponta pe aceeași temă, cerând suplimentarea și mărirea secțiilor de votare din diaspora, precum și prelungirea orarului de vot. Veștile venite de la rudele și prietenii din străinătate, despre problemele de la vot, au influențat prezența la urne și opțiunea de vot și a alegătorilor din țară, Iohannis beneficiind astfel în turul al doilea atât de voturile persoanelor care în primul tur au votat candidați eliminați, cât și de cel al multor alegători care nu au votat.
Al doilea tur de scrutin s-a desfășurat pe 16 noiembrie 2014. Deși sondajele de opinie efectuate la ieșirea de la urne indicau un scor strâns, Iohannis a câștigat detașat, obținând 54,43% din voturi.

## Președinție (2014–2025)
La alegerile prezidențiale din noiembrie 2014 Iohannis l-a învins pe Ponta (PSD), premierul în funcție la acea vreme. Pe 21 noiembrie 2014 Curtea Constituțională a validat rezultatul alegerilor prezidențiale. La ceremonia solemnă de validare a participat și președintele în funcție, Traian Băsescu, al cărui mandat s-a încheiat pe 21 decembrie 2014. Rezultatul a fost schimbat de scandalul legat de modul în care premierul Ponta a gestionat votul românilor din străinătate, după ce mii de oameni nu au reușit să voteze. Klaus Iohannis este al cincilea președinte al României. Este al patrulea președinte de origine germană din Europa de Est, în perioada post-comunistă, după Rudolf Schuster (Slovacia) și Pál Schmitt și Ferenc Mádl (Ungaria).

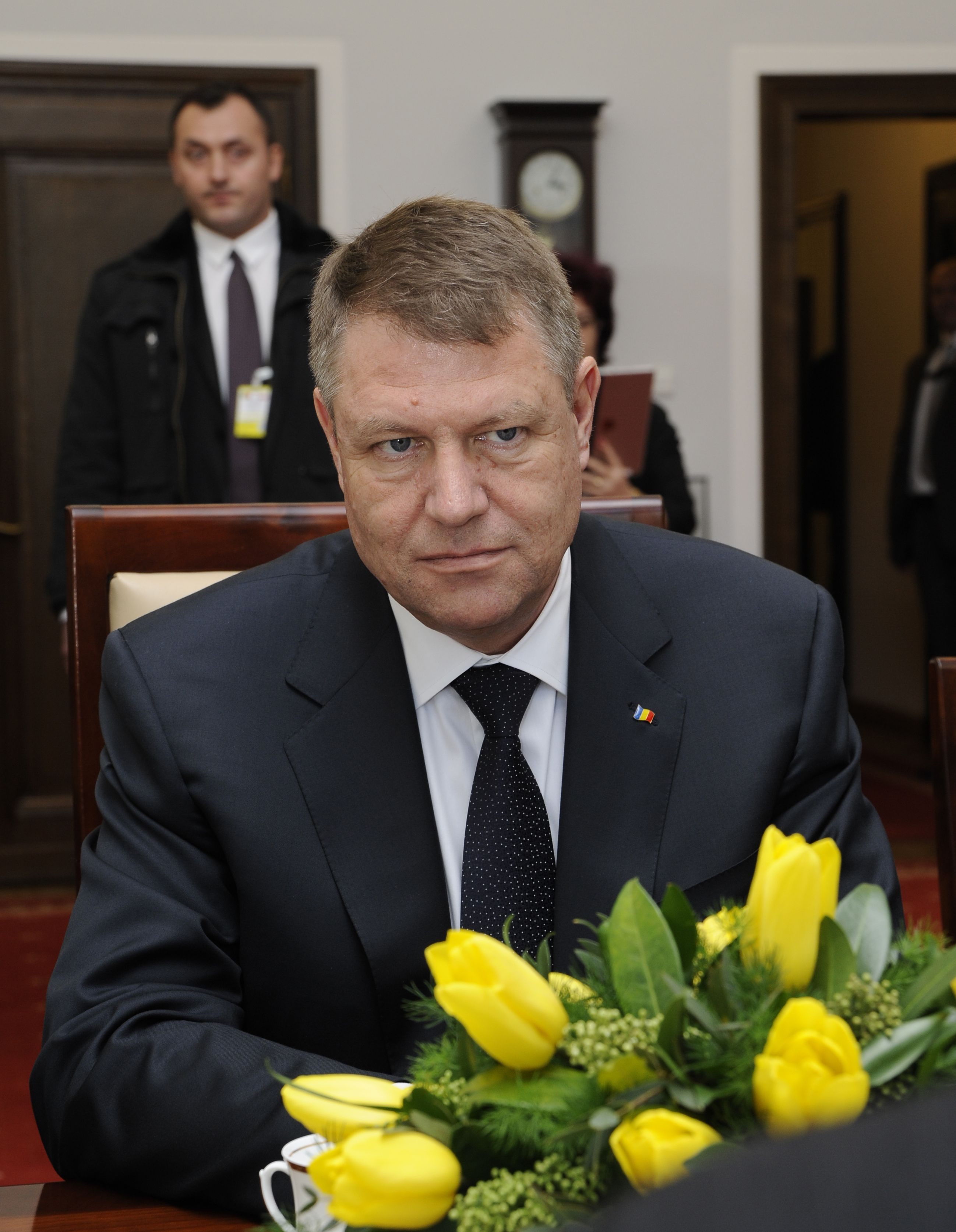
Iohannis în Senatul Poloniei, martie 2015

Iohannis și-a început mandatul cu o consultare rapidă a partidelor politice în urma căreia s-a și născut un pact național pentru susținerea financiară a Armatei. O a doua realizare ce poate fi pusă cumva pe seama lui Iohannis, dar nu numai a lui, a fost respingerea legilor amnistiei, idee preluată de învinsul Ponta în alegeri și trecută imediat după aceea prin Parlament. În aprilie, Iohannis a invitat partidele la consultări referitoare la stadiul legislației electorale și procedurile parlamentare de încuviințare a cererilor justiției. După consultări, șeful statului a anunțat că există un acord pe legislația privind alegerile locale, finanțarea partidelor, alegerile parlamentare și pe votul din diaspora. În mai, președintele Iohannis a promulgat pachetul de legi privind finanțarea activității partidelor și campaniilor electorale, legea partidelor politice și cea pentru alegerea autorităților administrației publice locale, deși a afirmat că acestea nu sunt perfecte, însă a admis că reprezintă un câștig. Legea votului prin corespondență, care vizează însă doar alegerile parlamentare, a fost adoptată abia în octombrie și a fost promulgată în noiembrie de șeful statului, după ce CCR a respins sesizarea ALDE și UDMR pe acest proiect de lege. În mai, președintele a discutat cu partidele și formațiunile parlamentare despre cadrul juridic privind prelucrarea datelor cu caracter personal și protecția vieții private în sectorul comunicațiilor electronice. Liderii partidelor politice au semnat, în urma acestor discuții, o inițiativă legislativă de modificare și completare a Legii 506/2004 privind prelucrarea datelor cu caracter personal și protecția vieții private în sectorul comunicațiilor electronice.
În prima parte a mandatului, șeful statului și-a exprimat dorința pentru un alt guvern, dar a anunțat că va colabora „instituțional” cu premierul Ponta. În această perioadă, relația dintre cei doi a fost una rece. Ruptura dintre președinte și premier părea definitivă abia în luna iunie, când DNA a început urmărirea penală a lui Ponta, pentru fapte pe care le-ar fi săvârșit pe vremea când era avocat. Șeful statului nu avea însă pârghii pentru a-l înlătura din funcție pe șeful Guvernului. Constituția prevede posibilitatea suspendării unui membru al Guvernului de către președinte doar dacă este urmărit penal pentru fapte comise în timpul mandatului. În aceste condiții, PNL, partidul care l-a sprijinit pe Iohannis în alegeri, a depus două moțiuni de cenzură împotriva Guvernului Ponta, ambele eșuate (în 5 iunie și 21 septembrie). Liberalii nu au reușit să atragă de partea lor UNPR, partid de care depindea schimbarea majorității. Deși a purtat negocieri cu președintele Iohannis, și l-a sprijinit punctual în câteva cazuri, cum ar fi instalarea șefilor serviciilor secrete, Oprea a blocat dărâmarea Guvernului Ponta în Parlament. Demisia lui Ponta a venit abia la începutul lunii noiembrie, după ce a fost cerută de zeci de mii de români ieșiți în stradă în urma tragediei de la clubul Colectiv. Manifestațiile de stradă au schimbat și agenda președintelui. Consultările de la Cotroceni, pentru formarea unui nou Executiv, au inclus în premieră și discuții cu reprezentanții societății civile, pe lângă cele cu partidele politice. Chiar dacă a afirmat, pe parcursul lui 2015, că vrea un guvern PNL, condus de Cătălin Predoiu, Iohannis a nominalizat un tehnocrat, pe Dacian Cioloș.
Președintele și Parlamentul au avut puncte de vedere diferite asupra anumitor proiecte, fie că a fost vorba de pensiile speciale, de modificările aduse Codului fiscal sau votul prin corespondență. Iohannis nu a ezitat să retrimită Parlamentului sau să conteste la Curtea Constituțională proiecte de acte normative sau hotărâri asupra cărora viziunea sa era alta decât a Legislativului sau a Executivului.
În timpul protestelor din iarna lui 2017, Iohannis a coborât în mijlocul protestatarilor, arătându-și susținerea față de cauza lor. Acesta a fost un opozant vocal al controversatei Ordonanțe 13 care prevedea dezincriminarea unor acte de corupție. De asemenea, este promotorul unui referendum național privind continuarea luptei anti-corupție, temă activ dezbătută și în timpul campaniei prezidențiale din 2014.
În septembrie 2024, înainte de alegerile parlamentare, Partidul Național Liberal dorește introducerea unui articol în legea privind alegerea Senatului și Camerei Deputaților (articolul 52 Legea numărul 208/2015) care să permită Președintelui să participe la alegerile parlamentare dacă se află în ultimele 3 luni ale mandatului. Ion Iliescu, fostul președinte al României, a beneficiat de un articol identic în 2004 pentru a candida la parlamentare. În articolul 84 din Constituție, președintele nu poate îndeplini o altă funcție politică, dacă legea va fi modificată, mandatul de senator ar trebui început la 1 decembrie, înainte de mandatul de președinție.
Pe 10 februarie 2025, Iohannis și-a anunțat demisia, care a intrat în vigoare pe 12 februarie.

### Politica externă

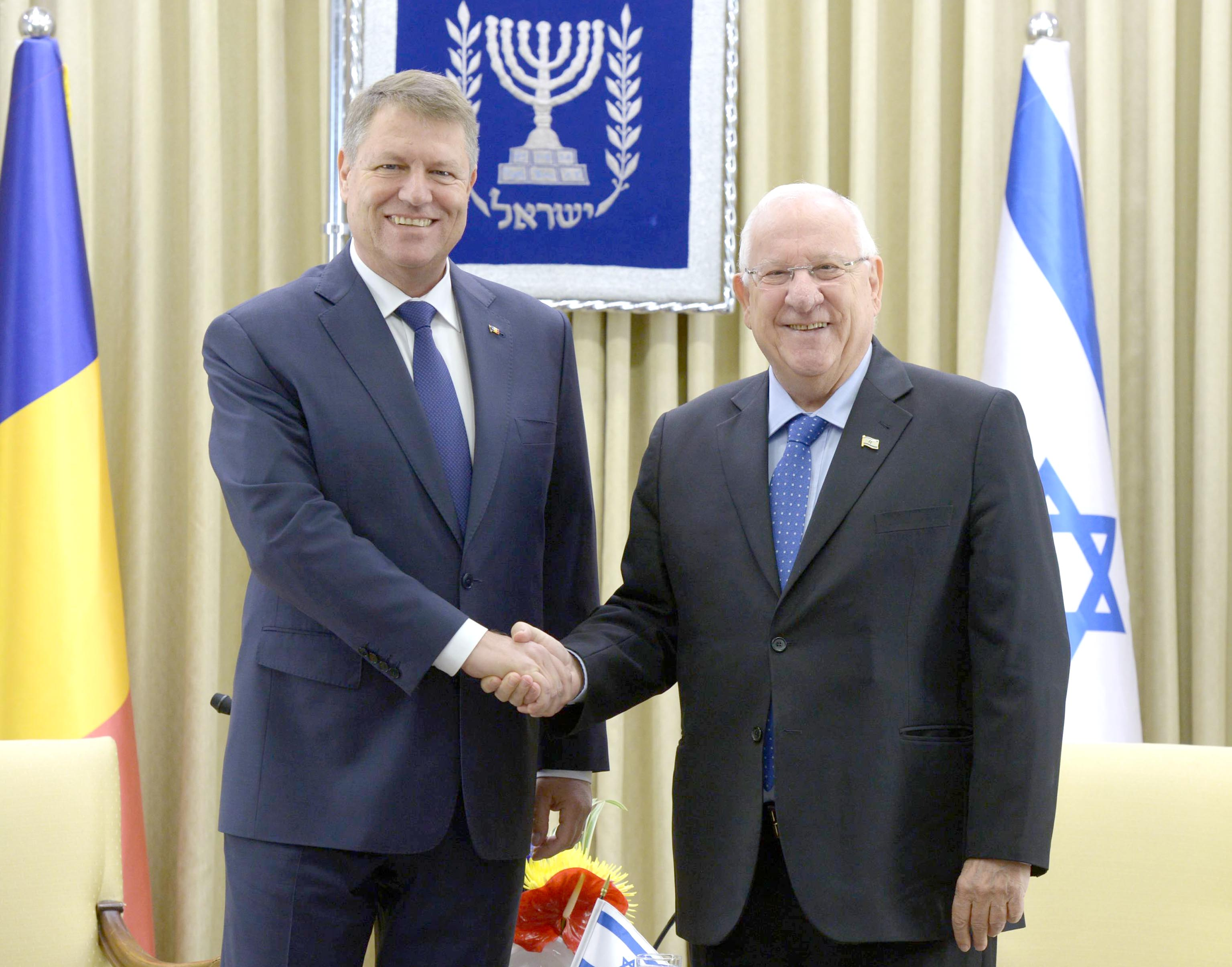
Iohannis cu președintele israelian Reuven Rivlin pe 7 martie 2016

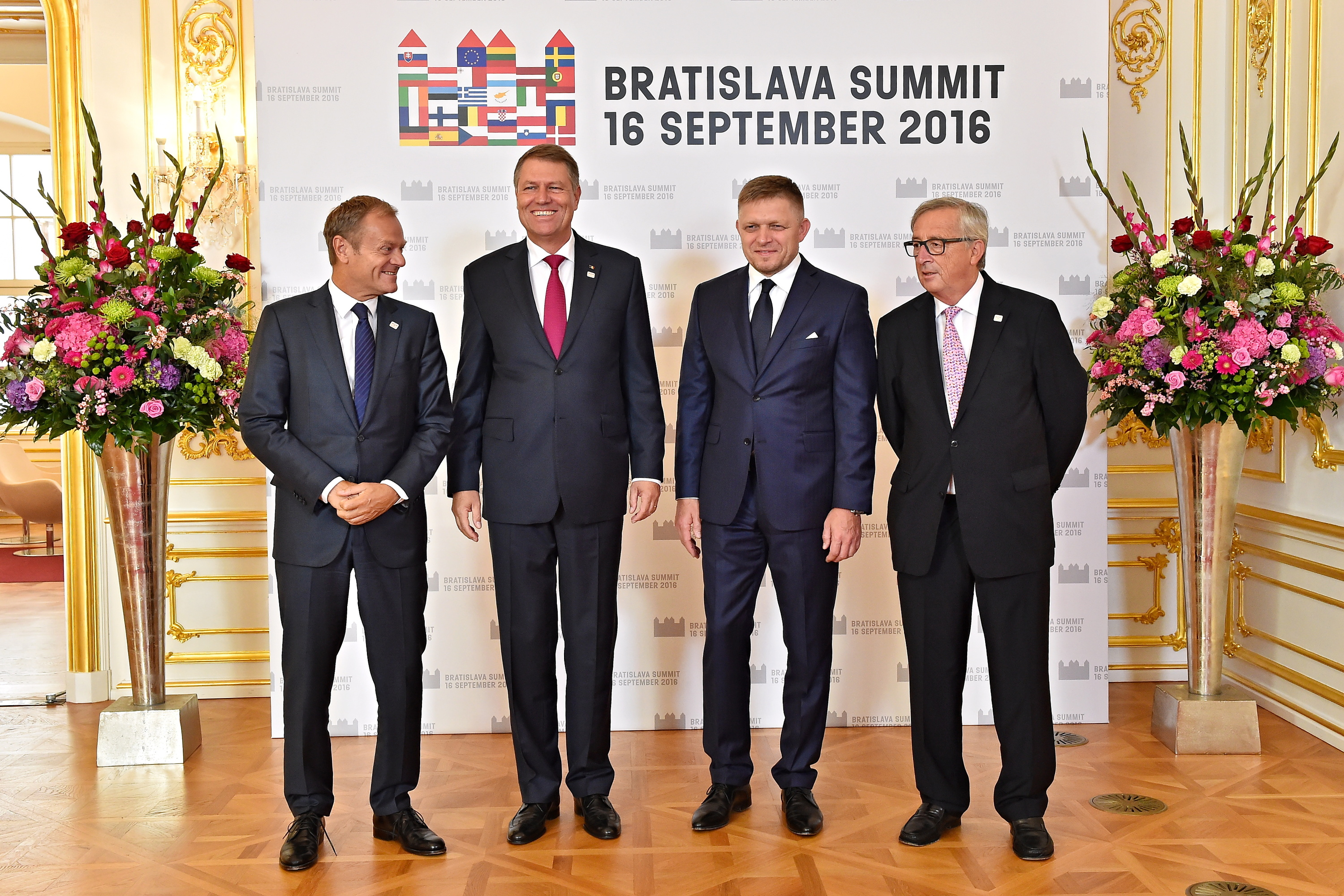
Donald Tusk, Iohannis, Robert Fico și Jean-Claude Juncker la Summitul de la Bratislava, 16 septembrie 2016

Primul an de mandat a fost marcat de un adevărat turneu internațional al președintelui, care a vizitat aproximativ 15 state, precum și SUA. Ritmul nu a fost continuat și în 2016, Iohannis preferând să se concentreze pe câteva țări din UE.
Prima criză majoră a fost cea a migrației și introducerea cotelor obligatorii de imigranți, unde președintele a fost criticat pentru că nu a avut o reacție promptă, apoi pentru că s-a aflat într-o „contra-poziție” față de Comisia Europeană. Inițial, România a respins ideea cotelor obligatorii, alăturându-se unui grup de state care nu a avut însă câștig de cauză. Ulterior, România a precizat că aceste cote pot fi atinse și acceptate, în pofida faptului că numărul avansat de Comisia Europeană a tot crescut.
Al doilea an de mandat a marcat și momentul schimbării de atitudine, odată cu venirea la Palatul Cotroceni și a noului consilier prezidențial pe politică externă, Bogdan Aurescu, cel care l-a înlocuit pe Lazăr Comănescu, devenit ministru. Noul scop declarat al României a fost ca țara să devină un pol regional, atât politic, cât și în domeniul securității.
Nu au lipsit însă controversele, cum a fost în cazul propunerii României de a înființa un grup naval NATO la Marea Neagră pentru exerciții. El trebuia parafat odată cu vizita președintelui în Bulgaria, însă vecinii de la sud s-au retras chiar cu o zi înainte ca documentele să fie semnate. Mai mult succes a avut însă Brigada multinațională, care va avea sediul la Craiova, și la care și-au anunțat deja participarea mai multe state. Scopul este ca România să devină principalul partener NATO și SUA în zona Flancului estic, amenințată acum de o atitudine expansionistă a Rusiei.
În privința Republicii Moldova, principala modificare de politică externă a fost schimbarea de atitudine, Iohannis anunțând că România nu va mai susține persoane anume din rândul politicienilor moldoveni, așa cum s-a întâmplat până acum, ci va susține instituțiile statului, pentru ca ele să devină mai puternice. La acest comportament a contribuit și instituirea unei liste de obligații pe care autoritățile de la Chișinău trebuie să le îndeplinească pentru a putea accesa în continuare banii veniți din partea României ca ajutor.
În ceea ce privește Brexit, odată cu referendumul din Marea Britanie, România a încercat să transmită ideea că rezultatul nu este o „tragedie”, ci este un eveniment care poate oferi țării diferite oportunități, pentru a-și întări rolul în Uniunea Europeană.

## Post-președinție (2025–prezent)
Pe 18 mai 2025, Nicușor Dan l-a învins pe George Simion în turul al doilea al alegerilor prezidențiale din 2025, făcându-l pe Dan succesorul lui Iohannis. Iohannis nu a participat la ceremonia de inaugurare a lui Dan pe 26 mai. Documente marcate „strict confidențial” din a doua jumătate a anului 2024 au fost, în iulie 2025, scurse în mod neautorizat, dezvăluind că Iohannis, Marcel Ciolacu și Nicolae Ciucă fuseseră avertizați că țara riscă să intre în incapacitate de plată dacă nu se iau măsuri de reducere a deficitului.

## Poziții politice

### Lupta anticorupție
„În calitate de președinte îmi iau angajamentul să garantez justiția independentă și statul de drept, asta înseamnă că nu voi accepta sub nicio formă ca politicienii să-și subordoneze justiția în orice formă. De asemenea, pot să afirm foarte clar că pe timpul mandatului meu nu voi grația niciun politician condamnat pentru acte de corupție.”
– Klaus Iohannis 
Iohannis este un susținător declarat al luptei împotriva corupției în România. De la venirea la putere în noiembrie 2014, a transmis mai multe mesaje de susținere pentru activitatea DNA, organismul care se ocupă de lupta anticorupție în țară, și a declarat în nenumărate rânduri că nu își dorește să lucreze cu un premier acuzat de fapte de corupție.
În 2016, Iohannis a fost distins de Fundația germană „Hermann Ehlers” cu un premiu pentru sprijinirea statului de drept și a luptei împotriva corupției.
Pe 13 februarie 2017, Parlamentul a adoptat, cu unanimitate de voturi, aviz favorabil pentru referendumul anticorupție cerut de președintele Iohannis.
Pe 16 aprilie 2018, Iohannis a anunțat că nu va da curs propunerii de revocare din funcție a Laurei Codruța Kövesi, procurorul-șef al Direcției Naționale Anticorupție. Propunerea fusese înaintată de ministrul Justiției, Tudorel Toader. Ulterior, Toader a sesizat Curtea Constituțională, care a constatat existența unui conflict juridic de natură constituțională între ministrul Justiției și președinte, ca urmare a respingerii de către șeful statului a cererii de revocare a șefei DNA.

### Autonomia Ținutului Secuiesc
În martie 2017, participanții la un miting în Târgu Mureș au cerut, printr-o petiție adresată Guvernului, Parlamentului și președintelui Iohannis, autonomia teritorială a Ținutului Secuiesc și începerea tratativelor despre statutul Ținutului Secuiesc cu Consiliul Național Secuiesc (CNS). În iulie 2017, aflat în vizită oficială în Miercurea Ciuc, Iohannis le-a cerut liderilor comunității maghiare să renunțe la abordări populiste și să se preocupe mai mult de creșterea nivelului de trai al românilor, indiferent de etnie. Tot el a declarat că descentralizarea este obligatorie în România, iar regionalizarea este de dorit, dar se opune autonomiei pe criterii etnice. Iohannis a afirmat ulterior că problema limbii materne poate fi rezolvată în Parlament, dar cu respectarea Constituției, iar cea a steagului Ținutului Secuiesc poate să țină cont de promovarea turistică, la fel ca în alte țări. Președintele a mai atras atenția că, de multe ori, realitățile din județele Harghita și Covasna, locuite în mare parte de maghiari, au fost interpretate „de o manieră care dezbină” și care accentuează diferențele și „promovează ostilitatea”.

### Unirea României cu Republica Moldova
În timpul campaniei prezidențiale, unirea României cu Republica Moldova a fost o temă intens dezbătută. La acel moment, Iohannis era de părere că „unirea este un lucru pe care doar Bucureștiul poate să-l ofere și numai Chișinăul poate să-l accepte”, reiterând că statul român are obligația istorică de a sprijini parcursul european al Republicii Moldova. Poziția acestuia s-a nuanțat între timp. În noiembrie 2016, Iohannis a declarat că o unire cu Republica Moldova este posibilă, dar nu în viitorul apropiat. Totodată el a afirmat că mișcările unioniste au îndepărtat moldovenii de România.

### Drepturile LGBT
În timpul campaniei prezidențiale din 2014, Iohannis a declarat:
„E o temă prea sensibilă pentru o campanie electorală. Eu sunt căsătorit într-o familie clasică și ăsta e modelul meu. Reprezint o minoritate etnică, dar văd că în secolul XXI minoritățile de alt fel sunt mai interesante. Trebuie să plecăm de la premisa că nimeni nu trebuie persecutat pentru că aparține unui alt grup și nu trebuie repudiați doar pentru că sunt altfel. Doar o societate puternică poate să îi accepte pe toți.

Societatea românească nu e pregătită pentru un răspuns tranșant. Nu dau un răspuns, dar ca președinte sunt dispus să deschid problema. Trebuie să acceptăm că orice minoritate are drepturi și o majoritate e puternică atunci când protejează o minoritate.”
În octombrie 2016, Iohannis s-a declarat împotriva fanatismului religios, în chestiunea interzicerii căsătoriei între persoane de același sex. De asemenea, Iohannis a făcut o pledoarie la toleranță și acceptarea tuturor minorităților. Pentru prima dată un președinte în funcție al României lasă să se înțeleagă că minoritățile sexuale n-ar trebui să fie discriminate. Ambasadorul SUA la București, Hans Klemm, a declarat că a fost foarte impresionat de declarația președintelui Iohannis privind căsătoria persoanelor de același sex, în timp ce publicații străine precum Deutsche Welle, The Washington Post și The New York Times au lăudat „curajul remarcabil de a opta pentru modernitate” într-o țară „încă grav înapoiată”.

### Adversar al discriminărilor
În august 2021, Iohannis a declarat că nu poate să accepte măsuri care duc la discriminări pentru persoanele nevaccinate.

## Controverse
În octombrie 2009, cu ocazia propunerii lui Iohannis pentru postul de prim-ministru de către noua coaliție formată la acea dată în Parlament, Ziare.com publica un articol critic la adresa primarului Sibiului, în care se făcea vorbire de faptul că acesta se afla sub urmărire penală de trei ani de zile pentru neglijență în serviciu în legătură cu retrocedarea unor terenuri.
În iunie 2014, Iohannis a fost acuzat de ziarul Evenimentul zilei că s-ar fi îmbogățit folosindu-se de falși moștenitori și de acte fabricate în timp ce era primar al Sibiului. Același subiect a fost investigat și de jurnaliștii de la RISE Project, potrivit cărora majoritatea imobilelor deținute de Iohannis erau strâns legate de o retrocedare bazată pe acte false. Pe numele Iohannis au fost deschise două dosare penale pentru fals și uz de fals, din care unul a fost închis, iar al doilea preluat de DIICOT, fără a avea încă o soluționare. În octombrie 2014, întrebat ce gândește un profesor când aude că un alt cadru didactic a putut cumpăra din salariu șase case, Iohannis, a răspuns „ghinion” și a completat ulterior: „ghinion pentru mine”.
În ianuarie 2015, Iohannis a câștigat procesul cu Agenția Națională de Integritate (A.N.I.), care l-a acuzat că a fost în incompatibilitate în perioada în care a reprezentat Primăria Sibiu în Adunările Generale ale Acționarilor de la societățile Apă Canal și Piețe. Dosarul se afla pe rol în timpul alegerilor prezidențiale din noiembrie 2014.
În noiembrie 2015, Iohannis a pierdut în instanță o casă în centrul Sibiului.

## Viața personală

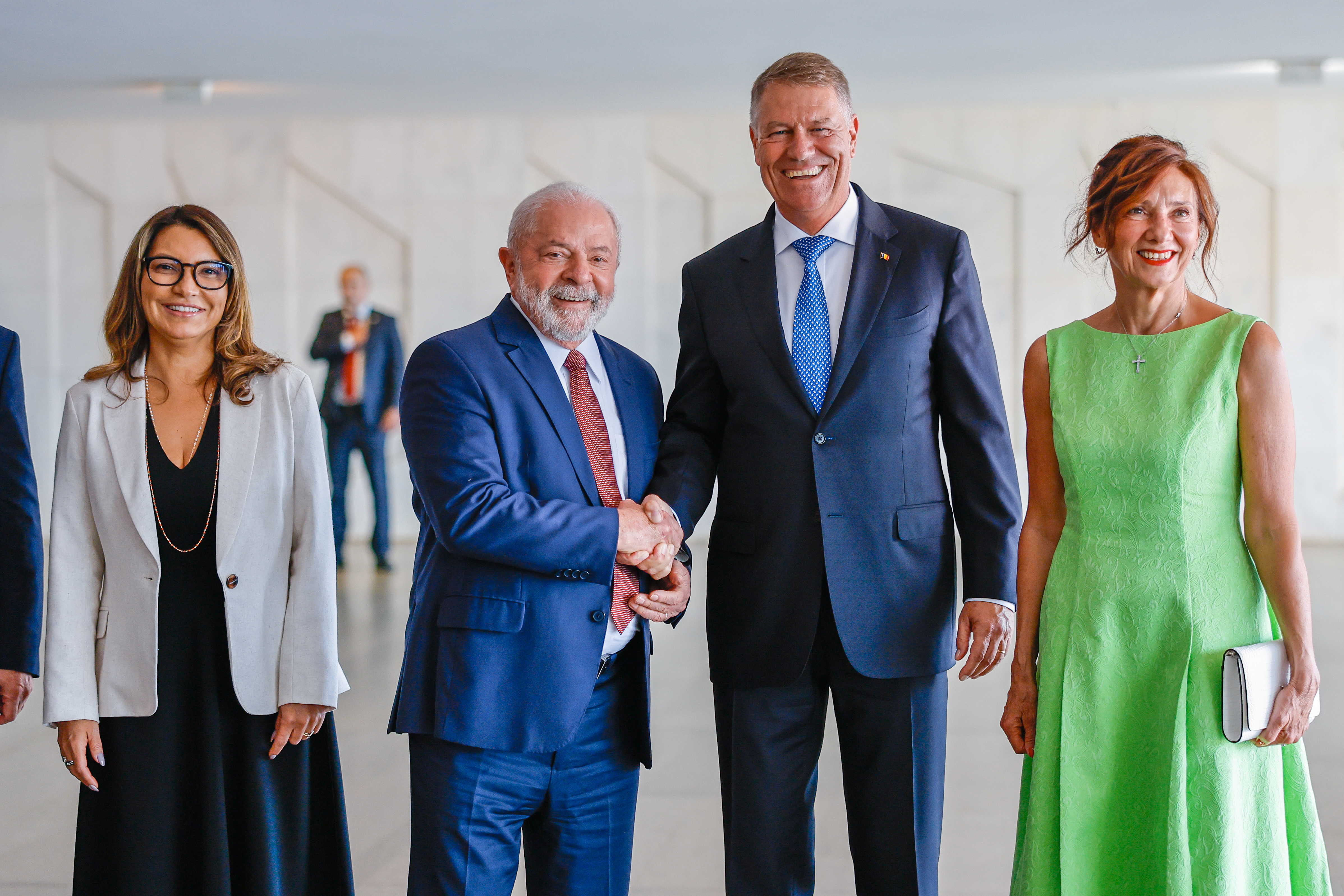
Iohannis cu soția sa (în verde) și președintele brazilian Lula da Silva, 18 aprilie 2023

Iohannis este căsătorit din 1989 cu Carmen Lăzurcă (n. 1960), profesoară de limba engleză la Colegiul Național „Gheorghe Lazăr” din Sibiu. Carmen Iohannis, născută Lăzurcă, este descendenta unei familii române unite (greco-catolice) din satul Sântu, aflat în apropiere de Reghin (germană Sächsisch-Regen). În perioada de interzicere a Bisericii Române Unite de către autoritățile comuniste, Carmen Iohannis participa la slujbele clandestine oficiate de protopopul Pompei Onofrei în locuința sa din strada Șelarilor, slujbe la care a fost prezent și Iohannis.

## Publicații
- Pas cu pas, Editura Curtea Veche, București, 2014, ISBN 978-606-588-756-5
- Primul pas, Editura Curtea Veche, București, 2015, ISBN 978-606-588-831-9
- EU.RO, Editura Curtea Veche, București, 2019, ISBN 978-606-44-0248-6

## Distincții
Premii internaționale și naționale
2023 – Premiul Civic German, acordat de către Fundația Civică Bad Harzburg, Republica Federală Germania
2023 – Premiul Franz Werfel pentru drepturile omului, acordat de Centrul împotriva expulzărilor din Bonn, Republica Federală Germania
2020 – Premiul European Carol al IV-lea al Federației Germanilor Sudeți, Republica Federală Germania (decernat în 2022)
2020/2021 – Premiul „Carol cel Mare” al orașului Aachen, Republica Federală Germania
2020 – Premiul „Otto cel Mare” al orașului Magdeburg, Republica Federală Germania
2020 – Premiul European „Coudenhove-Kalergi”, Societatea Europeană Coudenhove-Kalergi
2019 – Distincția Medalia de Onoare (Goldene Ehrennadel), Forumul Democrat al Germanilor din România, Sibiu
2018 – Premiul Franz Josef Strauß, Fundația Hanns Seidel, München, Republica Federală Germania
2017 – Distincția Light Unto the Nations, Comitetul Evreiesc American, Washington, D.C., Statele Unite ale Americii
2017 – Ordinul Sfântul Gheorghe al Balului Operei „Semper” din Dresda, Republica Federală Germania
2016 – Premiul Hermann Ehlers, Fundația Hermann Ehlers, Kiel, Republica Federală Germania
2016 – Placheta Martin Buber, Fundația Euriade, Kerkrade, Regatul Țărilor de Jos
2010 – Medalia de onoare Prieten al Comunităților Evreiești din România din partea Federației Comunităților Evreiești din România, Sibiu, România
2010 – Placheta de onoare a Asociației Expatriaților din Germania
Distincții de stat conferite
2023 – Ordinul Libertății în grad de Mare Colan, Republica Portugheză
2022 – Marea Cruce a Ordinului pentru Meritele Lituaniei
2022 – Ordinul celor Trei Stele, Clasa I (Comandor al Marii Cruci), Republica Letonia
2022 – Marele Colan al Statului Palestina
2021 – Ordinul „Crucea Terra Mariana” al Republicii Estonia, clasa Colan
2019 – Emblema de Onoare a Armatei României
2017 – Marele Ordin al Regelui Tomislav cu Lentă și Mare Stea al Republicii Croația
2016 – Ordinul Crucii Duble Albe al Republicii Slovacia
2016 – Ordinul Legiunii de Onoare în grad de Mare Cruce al Republicii Franceze
2016 – Ordinul Vulturul Alb al Republicii Polone
2016 – Grad Special al Marii Cruci a Ordinului de Merit al Republicii Federale Germania
2016 – Ordinul „Stara Planina” cu eșarfă al Republicii Bulgaria
2016 – Ordinul Național „Steaua Italiei” în grad de Colan al Republicii Italiene (Cavaliere di Gran Croce decorato di Gran Cordone, Ordine al Merito)
2016 – Ordinul „Leul de aur” al Marelui Ducat de Luxemburg
2016 – Ordinul „Vytautas cel Mare” în grad de Colan al Republicii Lituania
2016 – Ordinul Cavalerilor Sfântului Mormânt, conferit de Patriarhul Ierusalimului și al întregii Palestine, Ierusalim, Statul Israel
2016 – Ordinul Republicii al Republicii Moldova
2015 – Marele Colan al Ordinului „Infante Dom Henrique” al Republicii Portugheze
2014 – Crucea de Ofițer al Ordinului pentru Merite al Republicii Federale Germania
2011 – Ordinul Național al României „Pentru Merit”, în grad de Cavaler
2009 – Ordinul de Ofițer al Coroanei Belgiene
2009 – Ordinul de Merit Marea Cruce de Argint al Republicii Austria
2009 – Ordinul de Merit al Marelui Ducat de Luxemburg, în grad de Ofițer
2008 – Ordinul Național Steaua Solidarității Italiene, în grad de Comandor, al Republicii Italiene
2007 – Ordinul Național Steaua României, în grad de Cavaler
2006 – Crucea Federală de Merit a Republicii Federale Germania